# Frédéric-Guillaume Maurice
Frédéric-Guillaume Maurice né le 23 août 1750  à Genève (République de Genève) et mort le  18 octobre 1826 dans la même ville, est un Avocat, Agronome, Météorologue et homme politique Suisse.

## Biographie
Frédéric-Guillaume Maurice fait ses études à l'Université de Genève et devient Avocat. Pendant la Révolution genevoise, il se retire à la campagne et se consacre à la météorologie. En 1801, il est nommé Maire de Genève par Napoléon 1er fonction qu'il gardera jusqu'en 1814. Il occupa des fonctions dans l'administration et à la météorologie jusqu'à sa mort. il est inhumé dans au Cimetière des Rois de Genève.

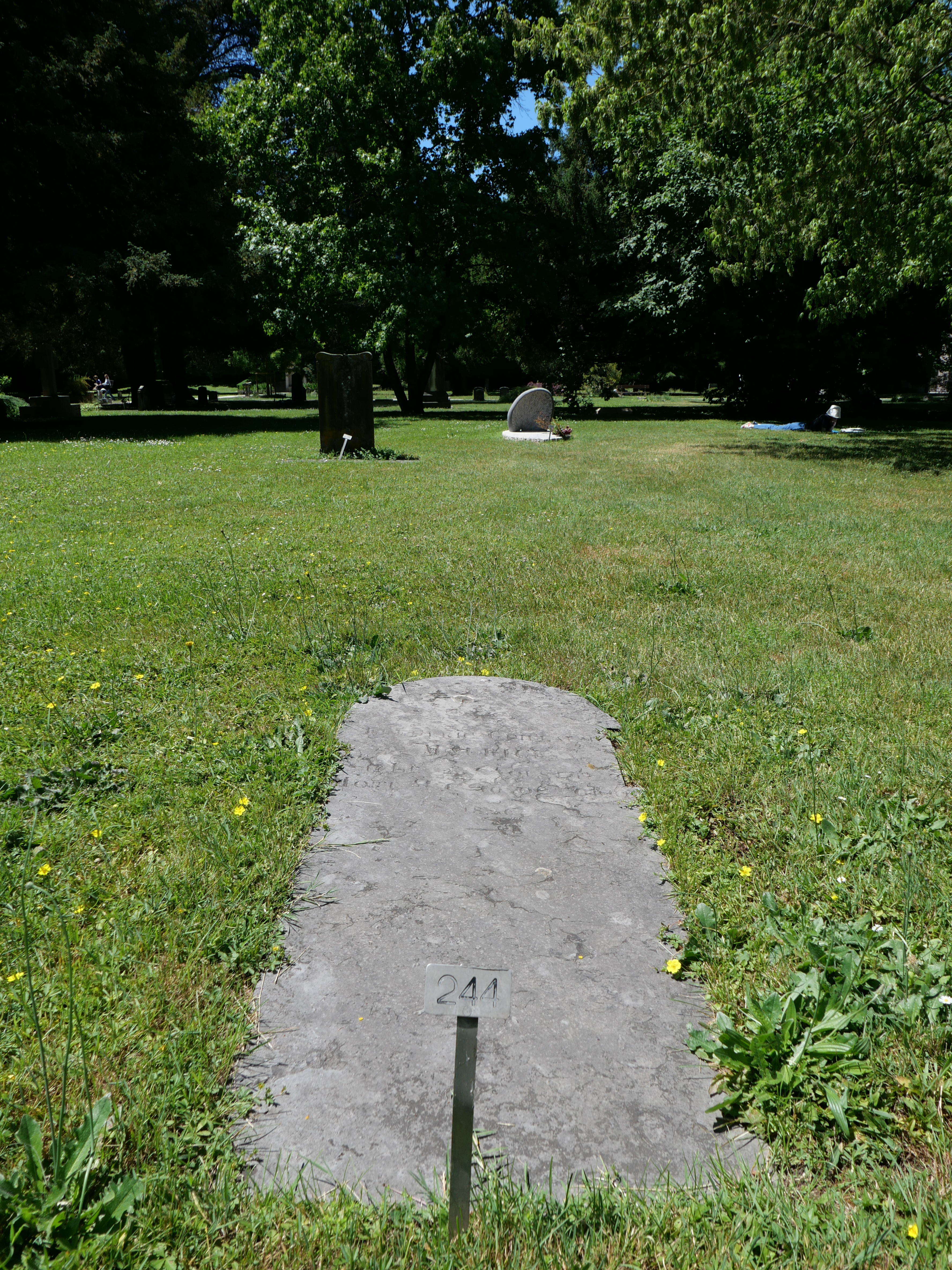
Tombe de Frédéric-Guillaume Maurice.

## Armoiries
| Figure | Blasonnement |
|        | Chevalier de Maurice et de l'Empire Lettres patentes du 28 janvier 1809. Chevalier de la Légion d’honneur. D'azur au chevron d'or accompagné en chef de deux étoiles du même et en pointe d'une tête de Maure aussi d'or tortillée d'argent, à la bordure d'azur chargée en pointe d'une étoile à douze rais d'or qui est des chevaliers de l'ordre de la Réunion. |

| Figure | Nom du baron et blasonnement |
| ------ | --- |
|        | Armes du baron Frédéric-Guillaume Maurice et de l'Empire, décret du 27 janvier 1813, lettres patentes du 25 février 1813, Chevalier de la Légion d’honneur. D'azur au chevron d'or accompagné en chef de deux étoiles du même et en pointe d'une tête de Maure aussi d'or tortillée d'argent, au franc-canton senestre de gueules chargé d'une muraille crénelée d'argent, qui est des barons maires. |